# Шкневский, Эмиль Нисонович
Эми́ль Ни́сонович Шкне́вский (8 декабря 1927, Киев — 7 апреля 1997, Нью-Йорк) — главный инженер производственного объединения «Таллэкс», изобретатель, лауреат Государственной премии СССР.

## Биография
Э. Н. Шкневский родился 8 декабря 1927 года в Киеве в семье слесаря и домохозяйки. В 1934—1941 годах учился в школе в Киеве. Летом 1941 года в связи с началом войны семья эвакуировалась сначала Татарскую АССР в посёлок Арск, а затем, в 1942 году, переехала в Киргизскую ССР в Иссык-Кульскую область. Во время эвакуации в Киргизии Э. Н. Шкневский работал сначала в колхозе, затем — слесарем на машинно-тракторной станции и помощником комбайнёра. После возвращения в Киев из эвакуации в 1944 году он начал работу сначала учеником токаря, а затем токарем в мастерской по ремонту дорожных машин. В 1946—1948 годах Э. Н. Шкневский учился в Киевском автотранспортном техникуме, который закончил экстерном. В 1948—1953 годах он учился в Киевском политехническом институте на механическом факультете. После окончания института в 1953 году комиссия по распределению предложила ему выбор между Таллином и Самаркандом. Выбор был сделан в пользу Таллина, и в августе того же года Э. Н. Шкневский поступил мастером по ремонту оборудования на Автотрактороремонтный завод № 1. На этом заводе он отработал всего четыре дня, после чего сразу был переведён на Таллинский ремонтный завод Министерства сельского хозяйства ЭССР.
В 1956 году завод был объединён с Автотрактороремонтным заводом № 1, переименован в Таллинский экскаваторный завод и переподчинён Министерству строительного, дорожного и коммунального машиностроения СССР, а в 1975 году на его базе было создано производственное объединение «Таллэкс». Здесь Э. Н. Шкневский проработал почти всю жизнь, до 1996 года. В 1953—1954 годах он занимал должность мастера инструментально-ремонтного цеха, затем до 1956 года — должность главного технолога. С 1956 по 1985 год он занимал пост главного инженера предприятия.
С 1985 по 1988 год Э. Н. Шкневский работал главным инженером технического центра «Машиноэкспорта» в Народной Республике Болгарии, затем, до 1992 года — главным специалистом внешнеторгового представительства «Таллэкса». После приватизации предприятия и образования акционерного общества AS Eesti Talleks Э. Н. Шкневский работал консультантом правления общества до 1996 года.
В 1996 году вместе с супругой Э. Н. Шкневский переехал с супругой в США и поселился в Нью-Йорке, где уже жил его брат. Э. Н. Шкневский умер от рака 7 апреля 1997 года.
Э. Н. Шкневский был женат с 1955 года, супруга — Жанна Аврумовна Шкневская. В семье не было детей.

## Работа на «Таллэксе»
В первые годы работы Э. Н. Шкневского на предприятии с его помощью была внедрена технология производства шестерен, заимствованная на Киевском заводе автоматических станков, где Э. Н. Шкневский проходил практику во время учёбы.
Под руководством Э. Н. Шкневского были организованы испытания и доработки конструкции экскаватора-дреноукладчика ЭТ-141, производившегося в первой половине 1950-х годов на киевском заводе «Красный экскаватор». Модель нуждалась в усовершенствовании. После внесения доработок производство новой модели под названием ЭТН-142 было передано на таллинское предприятие. С 1957 года было налажено серийное производство этой машины.
Э. Н. Шкневский приложил много усилий к расширению производственных площадей и возможностей предприятия. Его качества технического руководителя оказались особенно востребованными при принятии сложных решений, таких, как присоединение к предприятию пайдеского, мыйзакюлаского и вильяндиского филиалов. Он сыграл значительную роль в создании новых моделей экскаваторов и при их внедрении в производство. При работе Э. Н. Шкневский уделял большое внимание повышению квалификации и опыта инженерного состава. Он обращал особое внимание на инструментальное оснащение предприятия, повышение технологического уровня используемого оборудования и внедрение новых технологий. Особенно важно это было для увеличения экспортных возможностей предприятия, так как отправляемая на экспорт продукция должна была соответствовать более высоким стандартам качества. Э. Н. Шкневский поощрял командировки (в том числе зарубежные) работников предприятия, благодаря чему специалисты могли приобретать новый опыт и на месте помогать обслуживанию техники в тех странах, куда она экспортировалась. Помимо разработки и внедрения новой техники, в сфере ответственности Э. Н. Шкневского была также техника безопасности, пожарная безопасность и многие другие вопросы.
По воспоминаниям коллег, Э. Н. Шкневский хорошо умел объединить технические службы и заставлять их работать как единое целое. Это способствовало повышению качества создаваемых машин и признанию высокого уровня заводской продукции. Благодаря важности поста главного инженера и долгой работе в этом качестве Э. Н. Шкневского нередко считали вторым по важности (после директора) человеком на предприятии. Э. Н. Шкневский был прогрессивным инженером, сторонником инноваций, но в то же время оставался реалистом. Благодаря своим обширным связям ему удавалось обеспечить предприятие новым оборудованием и технологиями. Он приходил на помощь коллегам и пользовался у них авторитетом. В памяти сотрудников остались добрые воспоминания о нём.
Э. Н. Шкневский является соавтором статей в профильных изданиях. Всесоюзная пресса неоднократно отмечала работу Э. Н. Шкневского.
Э. Н. Шкневский — соавтор патентов в области машиностроения.

## Награды
Э. Н. Шкневский являлся заслуженным инженером ЭССР (1975 год), он награждался государственными орденами и медалями.
В 1970 году вместе с генеральным директором завода Э. А. Инносом и рядом других работников предприятия (П. Трейером, Х. Хунтом, В. Краузе, Э. Марком, А. Суурпере, Х. Вийроком, Э. Соонвальдом, К. Гайлитом, Н Каревом, К. Райдма) был удостоен Государственной премии ЭССР за создание, организацию серийного производства и внедрение в народное хозяйство предназначенных для мелиоративных работ цепных траншейных экскаваторов ЭТН-171 и ЭТЦ-202 и предназначенного для нужд связи и энергетики экскаватора ЭТЦ-161 (эст. „Maaparandustööde jaoks kett-tranšee-ekskavaatorite ETN-171 ja ETZ-202 ning side ja energeetika vajadusteks ekskavaatori ETZ-161 loomine, seeriaviisilise tootmise organiseerimise ja rahvamajandusse juurutamine“).
В 1977 году Э. Н. Шкневскому, совместно с другими работниками «Таллэкса» (генеральным директором Э. А. Инносом, главным конструктором Ф. И. Пустынским, машинистом экскаватора К. А. Меримаа), была присвоена Государственная премия СССР в области техники за создание и освоение серийного производства высокопроизводительных экскаваторов-дреноукладчиков и широкое внедрение их в мелиоративное строительство на осушаемых землях СССР.